# ハイドリヒを撃て!「ナチの野獣」暗殺作戦
『ハイドリヒを撃て!「ナチの野獣」暗殺作戦』（ハイドリヒをうて ナチのやじゅうあんさつさくせん、Anthropoid）は、2016年制作のチェコ、イギリス、フランスの戦争映画。
第二次世界大戦中、ユダヤ人大量虐殺の実権を握り、その冷酷さから「金髪の野獣」「プラハの屠殺者」と呼ばれたナチス親衛隊の大物幹部ラインハルト・ハイドリヒを暗殺したエンスラポイド作戦を描いた映画。

## あらすじ
1941年12月、チェコスロバキア亡命政府から、スロバキア人のヨゼフ・ガブチークとチェコ人のヤン・クビシュがナチス占領下の祖国に落下傘で降下し、ヨゼフは負傷する。二人は接触相手に裏切られ、トラックを盗んでプラハに向かう。
プラハでヨゼフは獣医に治療を受け、レジスタンスのヤン・ゼレンカ＝ハイスキー に会う。二人はチェコスロバキアを占領するナチスのトップであるラインハルト・ハイドリヒを暗殺するエンスラポイド作戦を実行する指令を受ける。彼らは二人の女性-レンカ・ファフコヴァーとマリー・コヴァルニコヴァー -をはじめとする人々の助けを得て、ハイドリヒが車で出勤するところを待ち伏せする計画を立てる。ハイドリヒがパリに翌々日転任することを知り、1942年5月27日に実行する。
襲撃の瞬間、ヨゼフの機関銃は故障するが、ヤンの手榴弾でハイドリヒは負傷する。二人は逃げるが、ナチスはチェコ市民に報復する。レンカは逃げるところを殺され、レジスタンスのカレルはナチスに寝返って二人をかくまっていた家族を教える。二人は仲間たちと教会に隠れる。ハイドリヒは死に、ナチスは報復にリディツェ村の16才以上の男性を皆殺しにし、女性と子供たちは収容所に送る。
二人をかくまった家族はゲシュタポに襲われ、母は青酸カリで自殺し、息子は拷問に耐えかねて二人が隠れた教会を漏らす。ナチスは教会に部隊を送り込み、激しい銃撃戦の末に二人を含むレジスタンスは全滅する。報復として、合計で5000人のチェコスロバキア市民が殺される。ハイドリヒ暗殺は、連合国側が成功させた唯一のナチス幹部暗殺となる。

## キャスト
※括弧内は日本語吹替
- ヨゼフ・ガブチーク - キリアン・マーフィ（内田夕夜[4]）
- ヤン・クビシュ - ジェイミー・ドーナン（山本兼平[4]）
- レンカ・ファフコヴァー - アンナ・ガイスレロヴァー（今泉葉子）
- マリー・コヴァルニコヴァー - シャルロット・ルボン（山賀晴代）
- ヤン・ゼレンカ＝ハイスキー - トビー・ジョーンズ（宮田浩徳）
- アドルフ・オパルカ - ハリー・ロイド（下崎紘史）
- マリー・モラヴェツ - アレナ・ミフロヴァー
- アタ・モラヴェツ - ビル・ミルナー（英語版）
- ラジスラフ・ヴァネック - マルチン・ドロチンスキー

## 関連作品
同じエンスラポイド作戦を描いた映画。
- 死刑執行人もまた死す
- ヒットラーの狂人
- 暗殺
- 抵抗のプラハ
- 暁の7人
- ナチス第三の男